# Nelson Serrano
Nelson Iván Serrano Sáenz (Quito, 15 de septiembre de 1938-Jacksonville, 7 de agosto de 2024) fue un empresario ecuatoriano y ciudadano estadounidense nacionalizado (desde 1971) que fue condenado por el asesinato de Frank Dosso, Diane Patisso, George Patisso y George Gonsalves en la ciudad de Bartow, Condado de Polk, Florida, el 3 de diciembre de 1997. El jurado lo declaró culpable y recomendó la pena de muerte para Serrano en octubre de 2006 tras ser declarado culpable de los asesinatos. El 26 de junio de 2007 la Jueza Susan Roberts lo condenó a muerte por inyección letal por cada uno de estos delitos.

## Antecedentes
El 3 de diciembre de 1997, se encontraron a Frank Dosso, Diane Patisso, George Patisso y George Gonsalves asesinados por disparos en la planta de manufactura de Erie en Bartow. Diane Patisso, una joven fiscal del estado, había ido a buscar a su hermano Frank y su esposo George en la fábrica por la noche, y los fiscales dicen que fue asesinada para impedir que identifique al asesino.
Aunque no había ni una sola evidencia contra Nelson Serrano, los familiares de las víctimas inmediatamente sospecharon de Nelson Serrano, otro socio en el negocio, que había estado en una amarga disputa con los otros. Francisco Serrano (hijo de Nelson) habló con Dosso y Gonsalves porque había desaparecido 1 millón de $ de las cuentas de la compañía, Nelson Serrano demandó a sus socios, más tarde Dosso y Gonsalves acusaron a Serrano de corrupción, y luego de hurto. No hubo acuerdos sobre la distribución de los activos y las acusaciones de que había dos juegos de libros. Durante el verano de 1997, Nelson Serrano abrió un negocio separando la cuenta de cheques en un banco diferente y depositó dos cheques de Erie con un total de $ 200.000. Serrano instituyó una demanda civil en contra de sus socios. En última instancia, Serrano se retiró como presidente por el voto de los otros dos socios, por no pagar los $ 75.000 a cada uno de sus socios. A partir de entonces, las cerraduras se cambiaron en el edificio, en julio de 1997, cinco meses antes de los asesinatos. Poco antes que Serrano fuese derrocado, Phil Dosso y George Gonsalves habían despedido a su hijo Francisco. Los fiscales dijeron que Serrano estaba enojado porque Gonsalves y Felice "Phil" Dosso, el tercer socio en el negocio, él y su hijo fueron derrocados de Erie Mfg y su compañía hermana, de sistemas de transporte de ropa. Numerosos empleados de Erie dieron testimonio de las tensas relaciones entre Serrano y los otros dos socios, en particular la aversión de Serrano a Gonsalves. Un trabajador de la empresa dijo que quería matar a Gonsalves, pero jamás fue investigado. Las autoridades dijeron que Serrano tenía motivos para asesinar a los dos hombres, pero Francisco Serrano proporcionó una coartada. Su padre le dijo a las autoridades que él estaba en una habitación de hotel en Atlanta con un dolor de cabeza de migraña durante todo el día, por lo que nadie lo vio ni habló con él. Pero los agentes del orden encontraron su huella dactilar en un boleto de garaje en recepción del Aeropuerto Internacional de Orlando con fecha del 3 de diciembre a las 15:49, unas dos horas antes de que ocurrieran los asesinatos. Hubo inundaciones en ese garaje y se dañaron millones de boletos, es entonces cuando el detective Tommy Ray encuentra  un ticket con la mitad de la huella dactilar del dedo índice de Nelson Serrano,  el detective dijo que esa pieza de evidencia rompió su coartada. 
Serrano afirmó que estuvo a 500 kilómetros de distancia en un viaje de negocios en Atlanta, Georgia, cuando ocurrieron los asesinatos. Sin embargo, los fiscales convencieron al jurado del juicio de 12 miembros que Serrano había volado por avión a Florida con nombres falsos para cometer los asesinatos premeditados, y luego voló rápidamente a Atlanta desde otro aeropuerto importante, con el fin de tratar de establecer una coartada al aparecer en las cámaras de seguridad del hotel donde quedó registrado.

## Fallecimiento
Su hijo, Francisco Serrano, dio a conocer en julio de 2024 que Nelson padecía de un tumor cerebral que lo mantenía postrado y al borde de la inconsciencia. Finalmente falleció después de varios días, en la noche del 7 de agosto de 2024, en el Hospital de Jacksonville, en Florida, Estados Unidos, de un infarto, esto fue confirmado por Óscar Vela, su abogado, en su cuenta de X al día siguiente, donde expresó que finalmente es libre y que solo queda luchar por su inocencia.